# 抚州 (隋朝)
抚州，中国古代设置的一个州，治所在今江西省抚州市。
隋朝开皇九年（589年）废临川郡，设置抚州，取安抚之意，治所在临川县（今江西省抚州市）。唐朝属江南西道。宋代分为抚州置建昌军，属江南西路。元朝改为抚州路，另置南丰州，属江西行中书省。至正二十三年（1363年），改抚州路为临川府，不久易名抚州府。明太祖洪武初年，仍设抚州府，隶属江西承宣布政使司湖东道。清代仍称抚州府，属南抚建道。中华民国建立，废除抚州府。
| 唐朝抚州辖县 | 唐朝抚州辖县                                                                                                   |
| ------------ | --- |
| 618年        | 临川县、南城县、崇仁县、邵武县、巴山县、兴城县                                                                 |
| 622年        | 临川县、南城县、崇仁县、巴山县（改为宜黄县）、邵武县（新设永城县、东兴县，兴城县改属吉州，将乐县、绥城县来属） |
| 624年        | 临川县、南城县、崇仁县、宜黄县（废除永城县、东兴县、将乐县，邵武县、绥城县改属建州）                           |
| 625年        | 临川县、南城县、崇仁县（废除宜黄县）                                                                           |
| 711年        | 临川县、南城县、崇仁县（新设南丰县）                                                                           |
| 713年        | 临川县、南城县、崇仁县（废除南丰县）                                                                           |
| 720年        | 临川县、南城县、崇仁县（重设南丰县）                                                                           |
| 764年        | 临川县、南城县、崇仁县、南丰县                                                                                 |
| 876年        | 临川县、南城县、崇仁县、南丰县                                                                                 |

## 刺史
| 唐朝抚州刺史 - 周法猛（622年） - 盖彦举（武德年间） - 杜孝奖（武德、贞观年间） - 杜文纪（贞观年间） - 韦彦师（贞观年间） - 卢朗闰（贞观年间） - 张文翰（644年—645年） - 祖德讳（659年） - 元怀式（唐高宗时） - 刘藏（唐高宗、武周时） - 薛希庄（武周时） - 司马待徵（武周时） - 张知亮（唐中宗时） - 臧崇亮（708年） - 甄亶（716年，未任） - 卢元敏（719年） - 宋樽（开元末年） - 张景佚（741年） | - 临川郡太守 - 张镐（762年） - 王圆（762年） - 阎伯玙（唐代宗时） - 李承（大历初年） - 颜真卿（768年—772年） - 许鸣谦（大历年间） - 杜佑（778年） - 戴叔伦（784年—786年） - 卫某（787年） - 王沼（797年） - 周某（贞元年间） - 柳少安（贞元年间） - 卢瑗（799年） - 韩泰（805年） - 王叔雅（808年） - 赵良金（814年） - 穆质（815年） - 袁滋（817年） | - 窦常（长庆初年） - 张弘靖（822年） - 杜师仁（大和年间） - 卢谏卿（大中年间） - 蔡京（860年） - 江静（大中年间） - 裴宬（大中年间） - 郑猗（大中年间） - 穆栖梧（咸通初年） - 皇甫炜（864年—865年） - 钟离某（866年） - 李某（866年—870年） - 袁皓（咸通年间） - 李寂（咸通、乾符年间） - 崔理（876年） - 王回（乾符年间） - 钟传（883年） | - 危仔倡（中和年间） - 李某（中和年间） - 危全讽（885年—907年） - 窦颙 - 张謩 |